# Gozewijn Jan Loncq
Gozewijn Jan Loncq (Rotterdam, 30 juli 1758 - Rijswijk, 20 november 1835) was een Schiedamse jeneverstoker die een belangrijke rol speelde tijdens de Bataafse Revolutie.

## Biografie

### Afkomst
Gozewijn Jan Loncq was een zoon van de Rotterdamse koopman Cornelis Loncq en Elisabeth Macquelijn.

### Loopbaan
Loncq vestigde zich in Leiden en na een studie Rechten begon hij daar een jeneverstokerij. Hij werd actief in de patriottenbeweging en was in het jaar 1786 medeoprichter van de Vaderlandse Burgersociëteit te Leiden. Daar vonden politieke debatten plaats en werden verzoekschriften opgesteld, die waren gericht aan de Leidse vroedschap en de Staten van Holland en West-Friesland. Om een maatschappelijk draagvlak te creëren voor hun politieke activiteiten lieten de patriotten zich machtigen door inwoners van Leiden. Van een echte verkiezing was nog geen sprake. De daartoe vergaarde handtekeningen werden door een notaris bekrachtigd om ze te legaliseren. Loncq was een van de, in totaal negentien, zogenoemde geconstitueerden van Leiden. Ondertussen waren er in diverse plaatsen in het land spanningen opgelopen tussen de prinsgezinden en de patriotten. Nadat in 1787 door tussenkomst van Pruisische troepen de prinsgezinden weer stevig in het zadel zaten, werden er diverse zuiveringsacties uitgevoerd om de patriotten uit strategische functies te verwijderen. Als eerste werden patriottische schutterijen verboden en vervolgens werden patriotten uit bestuursfuncties gezet. Daarna vielen ook ontslagen onder patriottische ambtenaren, bestuurders van gilden en kerkraden. De aanhangers van de prinsgezinde partij voelden zich in hun macht gesterkt en er waren diverse geweldsincidenten tegen patriotten en hun bezittingen. In Leiden werden bij acties door prinsgezinden meer dan vijftig huizen geplunderd en gedeeltelijk vernield. Van strafvervolging was nauwelijks sprake. Loncq voelde zich in Leiden niet langer veilig en verhuisde naar Schiedam, waar hij zijn jeneverstokerij voortzette. De verhuizing naar Schiedam betekende niet het einde van Loncq's politieke activiteiten, wél dat hij die daar relatief anoniem kon voortzetten.
Tijdens de Bataafse Revolutie was Loncq in januari 1795 een van de oprichters van het Schiedams Comité Revolutionair, bedoeld om de macht over te nemen nadat de naderende Franse troepen de stadhouder hadden verjaagd. De andere leden waren Jacobus Nolet en diens broer Cornelis en Jacobus van Waterschoot. Op 20 januari van dat jaar bewapende het comité een aantal burgers en trok met hun op naar het stadhuis, waar de vroedschap op dat moment in vergadering was. Woordvoerder Loncq eiste dat de schutterij zou worden ontbonden en hun wapens in beslag genomen. Met in gedachte de naderende Franse troepen zag de vroedschap geen andere optie dan de eisen in te willigen. De groep patriotten keerde terug naar de verzamelplaats en Loncq sprak daar de verzamelde burgerij toe. Daarop trokken zij weer op naar het stadhuis en namen, nog steeds gewapend, stelling in het gebouw. Toen richtte het Comité Revolutionair zich opnieuw tot de vroedschap en eiste dat zij ter plekke aftreden. Ook hier stemde de vroedschap mee in en daarmee was in Schiedam de revolutie grotendeels voltrokken. Na de komst van de Franse troepen wordt het Provisioneel Bestuur van Schiedam opgericht en Loncq verkozen als haar president. Tijdens een bijeenkomst in Den Haag op 26 januari 1795 werd Loncq gekozen als vicevoorzitter van de Provisionele Representanten van het Volk van Holland en op 28 januari als afgevaardigde bij de Staten-Generaal. Als lid van de Provisionele Representanten van het Volk van Holland was Gozewijn Jan Loncq betrokken bij het opstellen van de Verklaring van de rechten van de mens en van de burger, afgekondigd op 31 januari 1795 in Den Haag. Hierna vervulde Loncq nog diverse bestuurlijke functies tijdens de Bataafse Republiek en het Koninkrijk Holland. Na de stichting van het Koninkrijk der Nederlanden keerde hij de politiek de rug toe waarna hij werd benoemd als ontvanger der belastingen te Leiden, een functie die hij zou blijven uitoefenen tot een jaar voor zijn dood.

### Nevenfuncties
- Bestuurslid (1782-1792) van het Taal- en Dichtlievend Genootschap “Kunst Wordt door Arbeid Verkreegen” te Leiden.
- Regent van het Hofje van Belois te Schiedam.

### Privéleven
Loncq was gehuwd met Helena Catharina Froon en had zes dochters en drie zonen. Hij schreef gedichten waaronder Lijkvers ter gedachtenis van Juliana Cornelia baronesse de Lannoy (1782), het door hemzelf gepubliceerde Aenspraek aen de exerceerende leden, van het Genootschap van Wapenhandel (...) te Leyden (1785), Aen de vaderlandsche studenten, Ter verdere wapenoeffening: Na de groote vacantie van 1785 (1785), Beantwoorde Vragen (1785) en Zang voor de Leidsche Wezen (1787).

## Aantekeningen
- De voornamen Gozewijn Jan komen vaker voor in de familie Loncq. Zo was zijn gelijknamige kleinzoon Gozewijn Jan Loncq (1810-1887) arts in Rotterdam, hoogleraar geneeskunde in Utrecht (1840-1881) en rector magnificus van de Universiteit Utrecht in 1842/1843 en 1862/1863.
- De naam Loncq werd ook geschreven als Lonck.